# عبدالرحمن بدوی
عبدالرحمن بدوی (عبد الرحمن بدوی؛ زاده: ۱۷ فوریه ۱۹۱۷ - درگذشته: ۲۵ ژوئیه ۲۰۰۲) یکی از برجسته‌ترین استادان فلسفه غرب در قرن بیستم بود. وی دارای کتاب‌های فراوانی است که شامل بیشتر از ۱۵۰ کتاب می‌باشد، بعضی از کتاب‌ها جنبه تحقیقی دارد و بعضی دیگر ترجمه و گردآوری و تألیف شده است، بعضی از فعالان در زمینه فلسفه او را اولین فیلسوف وجودی (هستی‌شناس) در مصر می‌دانند که اینهم بخاطر تأثیراتی است که وی از بعضی از هستی‌شناسان در اروپا و در راس آن‌ها فیلسوف آلمانی مارتین هایدگر پذیرفته است.

## زندگی
پدر وی، بدوی بن بدوی بن محمود الشریاصی، کدخدای روستای شریاص بود. وی که یکی از ثروتمندان منطقه بشمار می‌رفت ۴ سال قبل از ولادت عبدالرحمن مورد حمله تروریستی قرارگرفت. عبدالرحمن بن بدوی در روستای شریاص – دمیاط به دنیا آمد، وی پانزدهمین فرزند از بین ۲۱ خواهر و برادر دیگر خود بود. وی مدرسه ابتدایی را در سال ۱۹۲۹ از مدرسه فارسکور فارغ‌التحصیل شد، دبیرستان را در سال ۱۹۳۲ در مدرسه السعیدیه در الجیزه به پایان رساند. در سال ۱۹۳۴ لیسانس خود را در مدرسه السعیدیه که مشهورترین مدرسه در مصر بخاطر اینکه مدرسه فرزندان ثروتمندان و بزرگان بود بپایان رساند و در کل مصر نفر دوم شد. در سال ۱۹۳۴ به دانشکده ادبیات قسمت فلسفه در دانشگاه قاهره راه یافت، طه حسین وی را برای مدت ۴ ماه در سال ۱۹۳۷ برای فراگیری زبان آلمانی و ایتالیایی به آلمان و ایتالیا فرستاد، دکتر عبدالرحمن در همان سال به قاهره برگشت و در مه ۱۹۳۸ با درجه لیسانس ممتاز و عالی از قسمت فلسفه فارغ‌التحصیل شد.
بعد از اتمام تحصیلات دانشگاهی، از طرف دانشگاه قاهره وی را به عنوان دانشیار و استادیار بکار گمارده شد تا اینکه وی توانست فوق‌لیسانس و دکترای خودش را در سال ۱۹۴۴ از دانشگاه قاهره «که در آن زمان به نام دانشگاه ملک فؤاد شناخته می‌شد» دریافت نماید. اسم رساله خاص وی برای گرفتن دکتر عبارت بود از «زمان هستی» که طه حسین با نوشتن یک یادداشت روی آن در ۲۹ مه ۱۹۴۴ گفت: برای اولین بار ما نظاره‌گر فیلسوفی مصری هستیم. دکتر عبدالرحمن بدوی در این کتاب در مورد مرگ در فلسفه هستی و زمان هستی به بحث و بررسی پرداخته است.
دکتر عبدالرحمان بدوی به‌خوبی به زبانهای فرانسوی، آلمانی، ایتالیایی، اسپانیایی، یونانی، لاتینی، انگلیسی و فارسی و عربی صحبت می‌کرد.

## فعالیت‌های دانشگاهی
دکتر عبدالرحمن بدوی بعد از دریافت دکترا مسئولیت‌ها و مناصب زیر را تا زمان درگذشتش برعهده گرفت: استاد در قسمت فلسفه دانشکده ادبیات دانشگاه فؤاد در آوریل ۱۹۴۵، استادیار در قسمت فلسفه دانشگاه فؤاد در ژوئیه سال ۱۹۴۹، ترک دانشگاه قاهره در ۱۹ سپتامبر ۱۹۵۰ برای تأسیس قسمت فلسفه در دانشکده ادبیات دانشگاه عین شمس (دانشگاه سابق ابراهیم پاشا)، گرفتن کرسی استادی در همین دانشگاه در ژانویه سال ۱۹۵۹، مشاور فرهنگی و مدیر هیئت فرهنگی در برن سوییس از مارس ۱۹۵۶ تا نوامبر سال ۱۹۵۸، وی همچنین به عنوان یک استاد سیار در تعدادی از دانشگاه‌های دنیا تدریس می‌نمود منجمله از ۱۹۴۷ تا ۱۹۴۹ در تعدادی از دانشگاه‌های لبنان، در سال ۱۹۶۷ در قسمت پژوهشهای اسلامی در دانشکده ادبیات دانشگاه سوربون فرانسه، بین سال‌های ۱۹۶۷ تا ۱۹۷۳ در دانشگاه لیبی در بنغازی، در سال‌های ۱۹۷۳ تا ۱۹۷۴ در دانشکده الهیات و علوم اسلامی دانشگاه تهران و بین سال‌های ۱۹۷۴ تا ۱۹۸۲ استاد فلسفه معاصر و منطق و اخلاق و تصوف در دانشکده ادبیات دانشگاه کویت تدریس نمود و در نهایت بعد از سال‌ها تدریس و … در پاریس مستقر و ساکن گردید.

## فعالیت‌های سیاسی
وی در ابتدا عضو حزب مصر جوان در بین سال‌های ۱۹۳۸ تا ۱۹۴۰ بود، بعد در سال ۱۹۴۴ به عضویت حزب ملی جدید درآمد و عضو هیئت عالی این حزب گردید، وی به همراه ۵۰ شخصیت دیگر برای نوشتن قانون اساسی مصر در ژوئیه ۱۹۵۵ انتخاب گردید، تنظیم قانون اساسی در اوت ۱۹۵۴ به پایان رسید ولی این قانون مورد بازنگری واقع شد و بعد از تغییرات به قانون اساسی سال ۱۹۵۶ تبدیل شد.

## آثار
وی جمعاً ۲۰۰ کتاب منتشر نمود و براساس آنچه که یکی از ناشرین کتاب‌هایش بنام محمود امین العالم گفته است خود وی جمعاً بیش از ۱۵۰ کتاب از اولین کتاب وی که در مورد نیچه نگاشته شده است تا آخرین کتاب را چاپ و منتشر کرده است، پسر برادر دکتر عبدالرحمن در سایت خود در اینترنت گفته است جمع کتاب‌های منتشر شده و منتشر نشده وی بالغ بر ۱۵۰ اثر می‌باشد که به زبانهای مختلف منجمله فرانسوی، اسپانیایی، آلمانی، انگلیسی و عربی نگاشته شده است.
- الانسان الکامل فی الاسلام

## درگذشت
دکتر عبدالرحمن در سن ۸۵ سالگی در ۲۵ ژوئیه ۲۰۰۲ در بیمارستان مؤسسه ناصر در قاهره درگذشت، وی مدت ۴ ماه بود که از فرانسه به مصر برگشته بود، وی وقتی که در خیابانی در پاریس در حال حرکت بوده است دچار غش می‌گردد و روی زمین می‌افتد، دکتر فرانسوی بعد از مدتی به کنسولگری مصر تماس گرفته و می‌گوید که الان در مقابل من مریضی قرار دارد که می‌گوید من یک فیلسوف مصری هستم و از شما درخواست کمک دارد، وی با این درخواست کمک به مصر برده می‌شود و در بیمارستان مؤسسه ناصر بستری می‌گردد که در همین مؤسسه درگذشت.